# Teletype Corporation
De Teletype Corporation werd opgestart in 1928 als een dochteronderneming van Western Electric dat telegraaftoestellen fabriceerde.
In 1930 ging het bedrijf op in de AT&T group maar bleef onafhankelijk werken. Vanaf de AT&T-heropdeling in 1982 werd Teletype langzamerhand afgebouwd, om uiteindelijk in 1990 op te houden met bestaan.
Een van werknemers was onder andere Martin Cooper, die in de jaren 1970 bij Motorola het onderzoeksteam leidde dat de eerste draagbare mobiele telefoon ontwikkelde.
- Library of Congress Control Number: no90024661
- Virtual International Authority File: 135150095